# 關山臺灣海棗自然保護區
關山臺灣海棗自然保護區位於臺灣臺東縣海端鄉，是為了保護台灣海棗而設置之自然保護區。目前管理機關為林業及自然保育署臺東分署。

## 成立目的
保護本區內台灣僅存較大面積之台灣海棗生育地，讓台灣海棗能夠孳育繁衍，為後代子孫留下珍貴之生物資源並提供科學及教育研究之用。主要工作目標：
1. 保護區內臺灣海棗之永續生存，保存其生態平衡及生態系之完整。
2. 提供自然科學研究及環境教育之場所與機會。

## 歷史
- 1981年，林務局依據《台灣林業經營改革方案》第十三條公告成立國有林自然保護區。
- 2006年4月10日，依新修正之《森林法》公告成立自然保護區。

## 地理位置
關山臺灣海棗自然保護區為關山事業區第4、5、12、25、26林班之一部分，位在新武呂溪及大崙溪交會處，海拔高290–750公尺，有台20線南橫公路穿越。
北側以關山事業區第4、5、12、25、26林班嶺線為界，南側以新武橋、西側以大崙溪、東側以新武呂溪為界。

## 環境概況
本區位於新武呂溪及大崙溪河谷交會處，面向東南坡，坡度一側為30-50度，另一側約15-30度。
氣候部分，年平均溫度為14.45℃，其中6-8月溫度最高，12-2月溫度最低。年雨量為2281mm，其中6-8月雨量最多，11-12月雨量最少。
由於新武呂溪上游人為干擾嚴重，且南部橫貫公路局部路段路基不穩，常因豪雨而造成坍方，雨水挾帶大量淤泥流向下游，使得流經本保護區的水流混濁不清；另大崙溪則無上述缺失，河水清澈見底，蘊藏很多魚類資源。

## 生物資源
本保護區為低海拔天然林，蘊含植物相資源有61種，動物相資源有哺乳類9種、鳥類24種、魚類7種、兩棲爬蟲類10種。

### 植物
本區植物共有36科58屬61種，尚處演替初期社會。
- 包含４種稀有植物：琉球薔薇、台東火刺木、梧桐、雲實
- 植物社會分為台灣光臘樹林型及黃連木材型
- 與台灣海棗伴生之植物為陽性之台灣二葉松、楓香、台灣櫸、光臘樹、南嶺堯花、九芎……等

### 哺乳類
本區哺乳類共有7科9種。
- 大型哺乳動物：台灣獼猴、台灣野豬、長鬃山羊等
- 中型哺乳動物：華南鼬鼠、白鼻心、大赤鼯鼠、白面鼯鼠等
- 其中數量最多為赤腹松鼠，在保護區內隨時可見

### 鳥類
本區鳥類共有16科24種，其中普遍留鳥占大多數，總計19種。另外出現台灣特有種2種（烏頭翁和冠羽畫眉）、特有亞種13種。
- 秋冬季與春夏季的鳥類相有很大的差異
  - 秋冬季優勢種：繡眼畫眉、綠繡眼、白腰文鳥
  - 夏秋季優勢種：鵯科的紅嘴黑鵯、白腰雨燕
- 由於新武呂溪與大崙溪交匯前還貫穿保護區，所以本區有許多的類出現在水邊的鳥類，例如小白鷺、河烏、白鶺鴒、灰鶺鴒、鉛色水鶇等
- 根據野生動物保育法公告，珍貴稀有鳥類3種：鳳頭蒼鷹、大冠鷲、大赤啄木；應予保育類3種：烏頭翁、鉛色水鶇、冠羽畫眉；本區沒有出現瀕臨絕種鳥類

### 爬蟲類
本區爬蟲類共有7科10種。發現蛇類至少有3科5種，蜥蜴類3科4種，兩生類3種。
- 以箕作氏攀蜥的數量最多，偶而可見到麗紋石龍子與中國石龍子
- 夜間調查曾捕獲守宮科之裂足蝎虎
- 在大崙溪曾見到釣客捕獲中華鱉

### 台灣海棗
2015年進行保護區內臺灣海棗每木調查，共計有973株，最高可達680公分。目前在保護區內尚可發現幼苗陸續發生，未有枯死現象，亦無盜伐、盜採等情事發生，林地林相相當完整。